# James Wedderburn
Pour les articles homonymes, voir Wedderburn (homonymie).
James Edward « Jim » Wedderburn (né le 23 juin 1938) est un athlète barbadien, qui représentait la Fédération des Indes occidentales, spécialiste du 400 mètres. 

## Carrière

### Palmarès
| Date | Compétition           | Lieu | Résultat | Performance  |
| ---- | --------------------- | ---- | -------- | ------------ |
| 1960 | Jeux olympiques d'été | Rome | 3e       | 3 min 04 s 0 |

### Records
| Épreuve    | Performance | Lieu | Date |
| ---------- | ----------- | ---- | ---- |
| 400 mètres | 46 s 5      |      | 1961 |